# Coyuca de Catalán
Coyuca de Catalán es una ciudad mexicana del estado de Guerrero, ubicada al noroeste de dicha entidad, en la región de Tierra Caliente. Es cabecera del municipio homónimo y se encuentra situada junto a la cuenca del río Balsas.
A la ciudad le atraviesa la Carretera Federal 134 que comunica en el estado a Cutzamala de Pinzón con Zihuatanejo.

## Toponimia
- Existen dos versiones sobre el significado de Coyuca: la primera, más aceptada, se deriva del náhuatl y se expresa como Lugar de Coyotes, que evolucionaría con el tiempo del término Coyoacán (nombre original de dicha demarcación en Ciudad de México) a Cuyucán y posteriormente a Coyucan (-coyu que significa coyote y -can sufijo náhuatl de lugar), quedando formalizado el término Coyuca hacia el siglo XXVIII; otra versión menos extendida deriva del purépecha y se expresa como Lugar o despeñadero de águilas.[5]
- El término Catalán otorgado en honor al General Nicolás Catalán, insurgente independentista originario de Chilpancingo, que luchó junto con Nicolás Bravo así como con otros insurgentes como José María Morelos y los guerrerenses Hermenegildo Galeana y Vicente Guerrero.

## Historia
A fines del siglo XIX se publica el libro Michoacán; paisajes, tradiciones y leyendas del licenciado Eduardo Ruiz, en el que por equivocación de su autor se dice que Coyuca fue la capital de un señorío o reino tarasco. Alfredo Mundo Fernández en sus libros Historia de Tierra Caliente (1986) y Crónicas de Tierra Caliente (2001), demuestra que es un error del licenciado Ruiz debido a la carencia de fuentes colocadas en orden adecuado como él mismo lo dice. Dicen estas obras que efectivamente los tres reyes tarascos Tangaxoan, Hiripan e Hiquíngari gobernarían tres reinos por orden de Tariácuri, en Tzintzuntzan, Ihuatzio (o Cuyacan) y Pátzcuaro respectivamente, en la orilla este del lago de Pátzcuaro. El licenciado Ruiz creyó que Ihuatzio o Cuyacan en náhuatl era la hoy Coyuca de Catalán en la Tierra Caliente, pero como dice el ingeniero Mundo Fernández resultó falso cuando se publicó La Relación de Michoacán en 1956 por la Editorial Aguilar de Madrid. 
En Historia de Tierra Caliente de Alfredo Mundo Fernández se dice que en 1410 los tarascos conquistaron varios de los poblados de la actual región de la Tierra Caliente; que su primer encomendero fue Guillén de la Loa y luego don Pedro de Meneses; su tributo a los españoles siempre fue excesivo al grado que hasta los mismos encomenderos solicitaban que se disminuyera. Coyuca, así como Pungarabato, Zirándaro, Ajuchitlán del Progreso y localidades como Cuitzeo y Huetamo en el estado de Michoacán y entre otros puntos de la región, tenían como obligación llevar bastimentos y hombres a la guarnición tarasca que el rey Tzitzipandacuare tenía en Cutzamala de Pinzón según la "Relación de Zirándaro y Guayameo" de 1579.
Historia de Tierra Caliente asevera que el nombre de Coyuca está en náhuatl y significa "lugar de coyotes", se denominó así debido a que había muchos en su comarca como lo dice "La Relación de Ajuchitlán" también de 1579. En purépecha "águila" es "uakuxi" por lo que no puede ser "lugar de águilas".
Sigue diciendo la citada obra que cuando fray Juan Bautista Moya estuvo en Pungarabato entre 1554 y 1567, bautiza y congrega a los indios de Coyuca. Este fraile había nacido un 24 de junio de 1504 en Jaén, Andalucía, se llamaba Juan Bautista Moya y Valenzuela, y era hijo de don Jorge Moya y doña Tomasa Valenzuela, matrimonio que desde el nacimiento del pequeño Juan deciden que su destino sea predicar la palabra de Dios, y será la Universidad de Salamanca donde culmine su carrera y se ordene sacerdote en 1528. Fray Juan Bautista, en cierta ocasión, plantó su viejo bastón a la entrada del templo de Coyuca y ahí quedó, y a las pocas horas se había transformado en un gran árbol de parota. En septiembre de 1566, un indio de Coyuca agonizaba y otro fue a traer a Bautista Moya a Pungarabato; de regreso tenían que cruzar el río muy crecido, y cuenta la leyenda que el fraile lo hizo sobre un cocodrilo enorme. El vulgo dijo que era "un milagro".
En 1603, se hacen Congregaciones de pueblos de acuerdo con la orden del virrey Conde de Monterrey, y Coyuca se selecciona como pueblo que sigue existiendo junto con otros como Cutzamala de Pinzón y Ciudad Altamirano, esta última, antiguamente nombrada igual que su municipio: Pungarabato.
En 1819 después de que estallara en el sur la lucha por la Independencia, el general Guerrero continúa con su campaña en esta región, tomando este municipio. En 1847 se había lanzado el proyecto de erección del estado de Guerrero, pero se retrasó porque Michoacán se negó ceder a Coyuca. Finalmente acepta por sugerencia del presidente de la República y así pasa como municipio al estado de Guerrero en 1849. En la Guerra de Reforma, la primera cabecera del distrito de Mina fue Ajuchitlán y la segunda Cutzamala de Pinzón. Pero el 1 de enero de 1861 se nombra a Coyuca la cabecera del distrito de Mina hasta en la actualidad. Dice Crónicas de Tierra Caliente del ingeniero Alfredo Mundo Fernández que de acuerdo a recientes descubrimientos, el gobierno del Gral. Diego Álvarez no aceptó que Coyuca fuera cabecera del Distrito de Mina. Ante eso se retrasó su nombramiento oficial durante más de 20 años, pues en 1883 Tlalchapa seguía siendo la cabecera de ese Distrito según México Pintoresco, Artístico y Monumental del ingeniero Manuel Rivera Cambas.
La ciudad participa en la Guerra de Independencia, en la Guerra de Reforma y en la Revolución Mexicana de 1910 en que la escoge el general Gertrudis G. Sánchez para dar el grito de revolución, y al grado que el gobierno la manda incendiar. En 1875 se le da el título de Ciudad.
El 31 de marzo de 1951 es inaugurado por el entonces presidente de México Miguel Alemán Valdés, el puente que comunica a las ciudades de Coyuca de Catalán y Altamirano cruzando el río Balsas. El puente ostenta el nombre de dicho mandatorio.
La madrugada del 6 de julio de 1964, la ciudad fue severamente afectada por un terremoto de magnitud 7,3 (MW) con epicentro cerca de Ajuchitlán del Progreso, dejando un saldo de 30 personas fallecidas y el derrumbe de una gran parte de las construcciones de la ciudad, entre ellas el H. Ayuntamiento Municipal y la parroquia principal.

## Demografía
Conforme a los datos del Censo de Población y Vivienda 2020 realizado por el Instituto Nacional de Estadística y Geografía (INEGI), la ciudad de Coyuca de Catalán cuenta con un total de 7276 habitantes, de los cuales, 3851 eran hombres y 3425 eran mujeres.

## Gastronomía

### Enchiladas
Las enchiladas calentanas son originarias de la llamada Tierra Caliente de Guerrero. Además de deliciosas, son una receta con mucha tradición.

### Toqueres
Las toqueres guerrerenses son una especie de tortillas martajadas que se consumen con salsa y queso fresco. Algo muy sencillo de hacer y que frecuentemente se cocina en los hogares.

### Aporreado
El aporreado es un platillo típico de Guerrero y Michoacán; este guiso se cocina con cecina seca, se orea la cecina durante algunos días antes, a la luz del Sol. Se guisa en chile rojo o salsa de jitomate asado.

## Colonias y parques
En la ciudad hay diversos centros de recreación y 16 colonias:
Colonias
- Colonia Alameda.
- Colonia Calera.
- Colonia Cantarranas.
- Colonia Capire.
- Colonia Centro.
- Colonia El Calvario.
- Colonia El Paraíso.
- Colonia Guadalupana.
- Colonia Lindavista.
- Colonia del Río Balsas.
- Colonia San Antonio.
- Colonia Tierra Colorada.
- Colonia Vista Hermosa.
- Colonia Vicente Guerrero.
- Fraccionamiento Carlos Román Celis.
- Unidad Habitacional Infonavit Coyuca.

Plazas y Parques
- Zócalo.
- Parque Alameda.
- Plaza Guerrero.
- Plaza de la Unidad.
- Plaza Santa Lucía.
- Parque de la Calera.
- Unidad Deportiva de Coyuca de Catalán.

## Personas destacadas
- Ezequiel Padilla Peñaloza (1890-1971): orador, profesor y abogado; distinguido ocupante de distintos cargos políticos en el país.
- Orbelín Pineda: futbolista profesional.
- Rafael Valenzuela: revolucionario.
- Juan Reynoso Portillo: músico, violinista. También conocido como el paganini de Tierra Caliente.
- Dagoberto Gama: actor del cine.